# Team GLS/2007
Deze pagina geeft een overzicht van de wielerploeg Team GLS in 2007.

## Algemeen
Algemeen manager: Poul Hansen
Ploegleiders: Tom Breschel, Jesper Fredsgaard
Fietsmerk: Pinarello

## Renners
| Naam                       | Geboortedatum | Nationaliteit | Ploeg 2006            |
| -------------------------- | ------------- | ------------- | --------------------- |
| Nikola Aistrup             | 22-08-1987    | Denemarken    | Team Konica Minolta   |
| Jan Almblad                | 04-09-1985    | Denemarken    | Neoprof               |
| Peter Riis Andersen        | 25-07-1980    | Denemarken    | Cannondale-Vredestein |
| Anders Berendt Hansen      | 03-09-1986    | Denemarken    |                       |
| Janif Hecht                | 18-06-1983    | Denemarken    | Team Vision Bikes     |
| Jonas Aaen Jørgensen       | 20-04-1986    | Denemarken    |                       |
| Thomas Kristiansen         | 08-11-1987    | Denemarken    |                       |
| Michael Mørkøv             | 30-04-1985    | Denemarken    |                       |
| Kristoffer Gudmund Nielsen | 20-05-1985    | Denemarken    |                       |
| Thomas Oredsson            | 02-02-1980    | Denemarken    |                       |
| Niki Østergaard            | 21-01-1988    | Denemarken    | Neoprof               |
| Jacob Moe Rasmussen        | 19-01-1975    | Denemarken    |                       |
| Morten Birck Reckweg       | 03-10-1988    | Denemarken    | Neoprof               |
| Thomas Riber Sellebjerg    | 29-03-1987    | Denemarken    |                       |

## Belangrijke overwinningen
| GP van Portugal U23 2e etappe: Jonas Aaen Jørgensen Triptyque des Monts et Châteaux 2e etappe b: Jonas Aaen Jørgensen | Ringerike GP 4e etappe: Peter Riis Andersen | GP Stad Zottegem Jonas Aaen Jørgensen |